# 園田高弘
園田 高弘（そのだ たかひろ、1928年9月17日 - 2004年10月7日）は、日本のクラシック音楽のピアニスト。
戦後の日本の音楽界を演奏者・教育者としてリードした。レパートリーと録音・演奏回数ともに余人の及ばない域に達しており、没年の翌年にも演奏会のスケジュールが入っていた。

## 経歴

### 早年期
1928年、東京市中野生まれ。園田の幼少期に急逝した父・清秀は、フランスでロベール・カサドシュに学んだピアニストであった。その方針により音楽の英才教育を受ける。1936年、父が他界。1939年からユダヤ系ロシア人ピアニストレオ・シロタの個人指導を受ける。本郷区千駄木尋常小学校を経て、軍事教練の無かった旧制豊山中学4年修了後、最年少で東京音楽学校に入学する。戦時中は軍に聴力測定のため極秘で研究を要請された。
1948年、東京音楽学校を卒業後、ソリストとして活動を開始する。ショパン作品の連続演奏会や、ハチャトゥリアンのピアノ協奏曲 (ハチャトゥリアン)やガーシュウィンも手掛け、プロコフィエフのピアノソナタ第7番の日本初演は修士演奏で行った。

### パリへ
1952年にフランスへ渡り、ジュネーヴ国際音楽コンクールに出場するも落選した。その後パリで田中希代子の紹介によりマルグリット・ロンに入門する。同門のフリードリヒ・グルダ、サンソン・フランソワとも親交を結ぶ。またパリではヴィルヘルム・フルトヴェングラー指揮のベルリン・フィルハーモニー管弦楽団およびウィーン・フィルハーモニー管弦楽団の演奏に接して深い感銘を受ける。しかし翌年の1953年に体調を崩し、肋膜炎と診断されてやむなく帰国、軽井沢で療養する。同年、パリ時代の留学生仲間である春子夫人と結婚する。

### ベルリンへ
1954年、NHK交響楽団客演指揮者として来日したヘルベルト・フォン・カラヤンとベートーヴェンの協奏曲を共演する。カラヤンの熱心な説得により、1957年、カラヤンの推薦状を携えてベルリンに留学した。フルトヴェングラーの元秘書の知遇と助言を得て、ヘルムート・ロロフに入門する。1959年、ベルリン・フィルハーモニー管弦楽団と共演し、ドイツ・デビューを果たす。これよりヨーロッパ各地で演奏活動を行い、ニューヨークでもデビューを果たす。海外ツアーでは「園田高弘は日本のギーゼキング」と渾名され、本人もこの形容に戸惑っていたことが著書から確認できる。

### 教育
1960年に帰国、日本での演奏活動と京都市立芸術大学の教育活動を本格化させる。1968年、目前のベートーヴェン生誕200周年を記念して、ベートーヴェンのピアノ全作品の連続演奏会を企画・実行する。ベートーヴェン全作品の連続演奏は、日本の洋楽演奏史において前代未聞の記念碑ともなった。1971年、音楽界への長年の貢献につき、日本芸術院賞受賞。1973年、バッハ平均律クラヴィーア曲集を全曲録音、同年のレコード・アカデミー賞受賞。1977年、モービル音楽賞受賞、1980年より、芸術院会員。その後もベートーヴェンのピアノ・ソナタ全集はLPの全曲、ライブの全曲、CDの全曲による3度の録音のほか、バッハやシューマン、リストの作品のみによる連続演奏会を実現させた。また、「実験工房」同人として、日本戦後の新音楽、たとえば黛敏郎、武満徹、湯浅譲二らのピアノ曲を積極的に演奏してきた。1971年には、ベルリン・フィルハーモニー管弦楽団20世紀音楽演奏会において、諸井誠「ピアノ協奏曲第1番」の世界初演も実現させた。晩年には昭和音楽大学の教授として後進の指導にあたった。

### 晩年
1989年1月7日、昭和天皇崩御にあたっての特別編成番組で日付の変わる直前、園田の演奏したショパンの葬送行進曲がNHK総合テレビにて放送されている。1990年代は諸々の国際ピアノコンクールの審査員の常連になっており、国内では水戸や軽井沢でピアニストのためのセミナーを毎年開催するなど、音楽家の育成に努めた。1998年、文化功労者。2004年秋、解離性大動脈瘤破裂により急逝した。数年前から発作で倒れることがしばしばあったが、死につながる発作とは本人は認識しておらず、翌年のスケジュールまで調整中であった。

## レパートリー

### 時代
園田高弘のレパートリーは、古今の曲から同時代の実験的なレパートリーまで、またドイツ・オーストリアやフランス音楽のほかにもロシアやソ連、スペイン、アメリカ合衆国までと、時代的にも地域的にも楽曲のバラエティの広さを誇っていた。バッハ、モーツァルト、ベートーヴェン、シューベルト、シューマン、ショパン、リスト、フランク、ブラームス、サン＝サーンス、ムソルグスキー、チャイコフスキー、アルベニス、ドビュッシー、ブゾーニ、グラズノフ、スクリャービン、ラフマニノフ、ラヴェル、レーガー、シェーンベルク、ベルク、バルトーク、ストラヴィンスキー、プロコフィエフ、ヒンデミット、ガーシュウィン、プーランク、コープランド、バーバー、バーンスタイン、メシアンらの作品のほか、フルトヴェングラーのピアノ協奏曲の日本初演や諸井三郎のピアノ協奏曲第2番の世界初演にも挑戦した。
また、ソリストとしての協奏曲や独奏作品の演奏ばかりでなく、室内楽ピアニストとしても晩年まで熱心に活動を続けてきた。これほどのレパートリーを誇る日本人ピアニストは、園田と同世代ばかりか後輩ピアニストの中にもほとんど見当たらない。園田も「キャリアのためには、自分の趣味なんてかまってもらえず、オーダーにはなんでも答えなければならなかった」ドイツ時代にはエルネスト・ブールとラヴェルのピアノ協奏曲を演奏しており、ある時にはラフマニノフの協奏曲第3番やサン＝サーンスの協奏曲第4番をたのまれる、と言った具合である。帰国直後は石井眞木の世界初録音をLPに吹き込むなど、後輩作曲家の面倒すら見た。最後に初演した曲が権代敦彦の「69」であった。
ただ、レパートリーが非常に広大でも専門筋や聴衆の見解は賛否が分かれており、「ソビエト現代作品の弾き手として日本でデビューし、ドイツ時代にはラフマニノフの協奏曲が弾ける日本のピアニストとして看板を背負い、日本時代には念願のベートーヴェンのソナタ全曲を吹き込ん」だことから、ユーモアやウィットにとんだ表現というのは、彼にとっては難しかったようである。没後に生前最後のレコーディング録音(シューベルトのピアノ曲集)が発売された。

### 様式
園田は、レオ・シロタを通じてブゾーニの孫弟子にあたるが、超絶技巧と強烈な個性を売り物にする、19世紀ヴィルトゥオーソの伝統をそれほど汲んではいない。確かに『ドン・ファン幻想曲』のようなものは手掛けたが、リストの編曲作品などのヴィルトゥオーゾ作品を得意とした井口基成や梶原完のようなタイプとは異なっていた。
現代音楽、とりわけシェーンベルクを得意としていたことからも分かるように、情意を濃厚に表出するよりも、楽譜を知的に把握し、作品を分析的に再構成するタイプの演奏家であった。だからといって決してテクニックをおろそかにせず、正確な演奏技巧と軽いタッチによって、リズムのドライブ感を堪能させる演奏を行なった。このためもあり、園田の演奏・解釈は、硬いアゴーギクを求める近代以降のいわゆる「新音楽(Neue Musik)」と相性がよく、現代音楽にとって不可欠の伝え上手なピアニストであった。
1970年代までは音色よりも機能性を重視した奏法で、NHK交響楽団とのライブ演奏のビデオ映像でも「鍵盤に圧力をかけて弾く」古い奏法を確認できる。この頃まではレパートリーは幅広く何でもこなしていたが、国際審査員活動の経験が増えるようになってから「音色を良く聴く」奏法へと変え、レパートリーもベートーヴェンを中心に絞り込んだ。ショパンはあまり得意ではなさそうであったが、75歳記念コンサートの映像でも最新のショパン研究結果であった「拍節を越えるルバート」を導入したり、晩年まで奏法の改革には意欲的であった。このように、解釈に学究的な姿勢を示しているのも園田の特徴と言ってよい。70歳を過ぎてもベートーヴェンのピアノ協奏曲の2番を選ぶなど、通俗名曲がはびこる日本の音楽界へ警鐘を鳴らしていた。

### 録音
レパートリーが多すぎる為、メジャーレーベルでは次第に対応できなくなり、Evica and Accustikaを設立して自身と後進の演奏のCD化に、死の直前まで熱意を傾けた。原則的には自身の新録音および自分で執筆したライナーが付される。使用ピアノもヤマハを使うことが圧倒的に多かった。

### 出版
井口基成ほどの数にはならなかったが、園田もバッハとベートーヴェンの校訂を伴った「園田版」を春秋社から刊行した。「原典版信仰は薦められない」・「ベートーヴェンのメトロノーム記号も今のピアノに合わない」・「ここはこうやると簡単」など、個人的な意見がみられる。現在プロピアニストが監修し付録にCDを添える商法はシャーマー社ほかで盛んにおこなわれており、先見の明のある行動であった。

## 園田とピアノコンクール

### 園田高弘賞ピアノコンクール
1985年から父親の郷里大分県で園田高弘賞ピアノコンクールを主宰した。バッハやウィーン古典派などのレパートリーに加えて、リストやラフマニノフなどのヴィルトゥオーソ作品、シェーンベルクやスクリャービン、ジョリヴェなどのモダンな作品、くわえてリゲティやクセナキスのほか、武満徹、湯浅譲二、一柳慧、松村禎三らを含んだ現代音楽の4種類の演奏・解釈が課題として審査される。課題曲の広さとバラエティは、まさに園田の名にふさわしく、日本では珍しく個性的なコンクールとなっていた。ここまでの力量を要求するコンクールは、クライバーン国際やシドニー国際には及ばないにせよヴィオッティ国際音楽コンクールピアノ部門2019かカーサグランデ国際ピアノコンクール2019と同等の難易度であった。テープ審査は全テープを園田自らがチェックするという、大変親切な選考方法でもあった。ピアノコンクールの要綱も、課題を毎回変えていた。大分市の文化振興政策の改訂とともに、このコンクールは2002年に幕を下ろした。

### 国際ピアノコンクール
多くの国際コンクールで審査を務めた園田も、多くの日本人ピアニストと同じく、審査には主観が混じっていたようで、点を低くつけたソン・ミン・スーやヴァレンチナ・イゴシナが国際的なスターになったことを考えると、日本人ピアニストのために「点を盛った」と思われかねない採点があったことは事実である。
ただし、彼が非常に高くコンクールで評価した海外のピアニストにマークス・グローとアルベルト・ノゼがおり、ノゼのことはホームページで絶賛していた。ノゼはその後カーネギーホール・デビューを果たしている。

## エピソード
- 中年期までは狐狸庵先生（遠藤周作）と瓜二つの容貌で、遠藤は酒場などで「園田高弘よステキ」などと、間違われて[20]いるらしい囁きが耳に入るたびに、ピアノを弾く真似などをしてなりすましたという。
- 園田本人は楽壇デビューが意に反し遅れてしまったので、国際ピアニストの低年齢化には賛成していた。「新作初演作品ではない現代曲を必修にされると、日本勢はひとたまりもなくなる」とよく口にしており、そのためか日本の各種国際ピアノコンクールにおいては現代曲は必修ではない[21]。不幸にも2018年のジュネーブ国際音楽コンクールピアノ部門でその予想は的中してしまった。

## 著書
- ピアニストその人生 春秋社 2005年
- 音楽の旅―ヨーロッパ演奏記 みすず書房 1960年